# Mielikki
Mielikki var en skogens och jaktens gudinna i finsk mytologi, hustru eller svärdotter till Tapio och mor till Nyyrikki och Tuulikki.